# 福岡金融集團
福岡金融集團股份有限公司（東證1部：8354）是位於日本福岡縣福岡市中央区的金融控股公司，簡稱FFG，設立於2007年4月2日。日經平均指數成份股之一。
2006年12月27日開始福岡銀行和熊本家族銀行在進行股東特別大會轉換設立控股公司投票表決。其後2007年3月被日本金融廳批准、兩家銀行成為一家控股公司。
2007年10月1日，親和銀行被本集團私有化、超過了橫濱銀行的總資產（地區性銀行横浜銀行是主要最大之一）。

## 沿革
- 2006年5月22日 - 福岡銀行和熊本家族銀行進行開始設立合併委員會
- 2006年9月29日 - 兩家銀行成立控股公司雙方同意
- 2006年10月26日 - 兩家銀行進行股東特別大會轉換設立控股公司投票表決
- 2006年12月27日 - 兩家銀行進行股東特別大會通過轉換設立控股公司表決
- 2007年3月23日 - 日本金融廳批准設立。
- 2007年4月2日 - 成立控股公司。
- 2007年10月1日 - 九州親和控股原本旗下親和銀行被本集團私有化。

## 全資旗下公司
- 福岡銀行
- 熊本銀行
- 親和銀行
- 十八銀行

## 外部連結
- 福岡金融集團股份有限公司 （页面存档备份，存于）
- 福岡銀行 （页面存档备份，存于）
- 熊本家族銀行
- 親和銀行 （页面存档备份，存于）